# Saint-Sauveur-sur-École
Saint-Sauveur-sur-École is een gemeente in het Franse departement Seine-et-Marne (regio Île-de-France) en telt 1070 inwoners (2005). De plaats maakt deel uit van het arrondissement Melun.

## Geografie
De oppervlakte van Saint-Sauveur-sur-École bedraagt 7,3 km², de bevolkingsdichtheid is 146,6 inwoners per km².
De onderstaande kaart toont de ligging van Saint-Sauveur-sur-École met de belangrijkste infrastructuur en aangrenzende gemeenten.

## Demografie
Onderstaande figuur toont het verloop van het inwonertal (bron: INSEE-tellingen).